# جيك لاموتا
جيك لاموتا (بالإنجليزية: Jake LaMotta)‏ (من مواليد 10 يوليو 1922 - 19 سبتمبر 2017)، الملقب «بثور برونكس» أو «الثور الهائج»، هو ملاكم أميركي وبطل العالم السابق في الوزن المتوسط. وتم تجسيد شخصيته من قبل روبرت دي نيرو في فيلم الثور الهائج عام 1980.

## وصلات خارجية
- جيك لاموتا على موقع بوكس ريك (الإنجليزية) (registration required)

- Lamotta Near End Of Trail Lewiston Daily Sun, January 3, 1953
- جيك لاموتا على موقع IMDb (الإنجليزية)
- جيك لاموتا على موقع الموسوعة البريطانية (الإنجليزية)
- جيك لاموتا على موقع الموسوعة البريطانية (الإنجليزية)
- جيك لاموتا على موقع ألو سيني (الفرنسية)
- جيك لاموتا على موقع قاعدة بيانات برودواي على الإنترنت (الإنجليزية)
- جيك لاموتا على موقع إن إن دي بي (الإنجليزية)
- جيك لاموتا على موقع ديسكوغز (الإنجليزية)
- جيك لاموتا على موقع قاعدة بيانات الفيلم (الإنجليزية)